# Aberdeen Angus
Pour les articles homonymes, voir Angus.
L’aberdeen angus, ou simplement angus, est une race bovine écossaise. Elle est populairement nommée « black angus » pour sa robe de couleur noire.

## Origine et répartition géographique
Elle vient de la région des comtés d’Aberdeenshire et d’Angus en Écosse.
Elle est issue du croisement au XVIe siècle de races à dominantes noires sans cornes « angus doddie » et « buchan humlie ». La sélection a commencé dès la fin du XVIIIe siècle. Un éleveur de la région, Hugh Watson, peut être considéré comme un des créateurs de cette race. C'est lui qui, après avoir constaté que ses vaches noires étaient plus performantes, a éliminé les autres couleurs de son troupeau. Son taureau « Old Jock » est le prototype de la race dont une vache, Old Granny, vécut 35 ans et eut 29 veaux. Du sang de shorthorn a été introduit par ailleurs, mais l'élevage en race pure a rapidement été instauré et la race fut officiellement reconnue en 1835 avec l’établissement du premier herd-book (livre généalogique) publié en 1862. Aujourd'hui, l'effectif britannique est stable avec 10 000 vaches dont 7 000 inscrites au registre et 500 taureaux. L’exportation de ces animaux d’abord vers les États-Unis, puis vers l'Amérique du Sud, l'Australie..., commença en 1878. La race est aujourd’hui très répandue. Elle comptait 320 000 têtes de bétail aux États-Unis.

## Morphologie

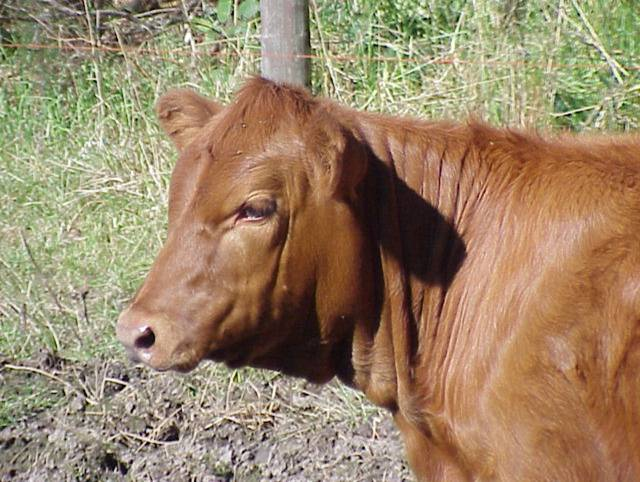
Veau red angus.

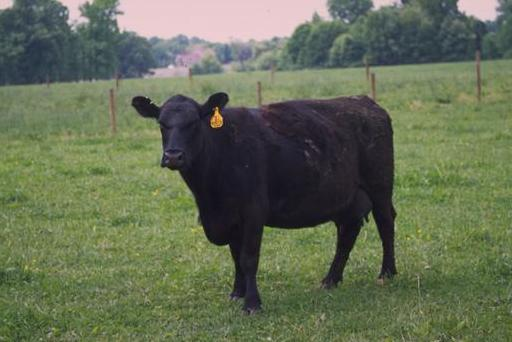
Vache aberdeen angus.

Elle porte une robe uniforme qui peut être rouge sombre (red angus) ou noire (black angus), bien que du blanc puisse apparaître sur les mamelles. Les muqueuses sont noires.
C’est une vache de taille moyenne, 135 cm au garrot pour 650 à 700 kg, le taureau mesurant 145 cm pour de 800 à 1 000 kg. Elle a une stature massive due à des pattes plutôt courtes.
Le gène responsable de son absence des cornes a un caractère dominant (ce qui signifie que les hybrides de première génération seront sans cornes). Ce caractère est utilisé pour produire des hybrides sans cornes (moins de blessures entre individus quand les vaches sont en stabulation l'hiver et chez les vachers).

## Aptitudes

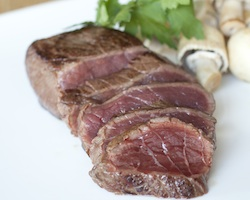
Rosbif d'angus.

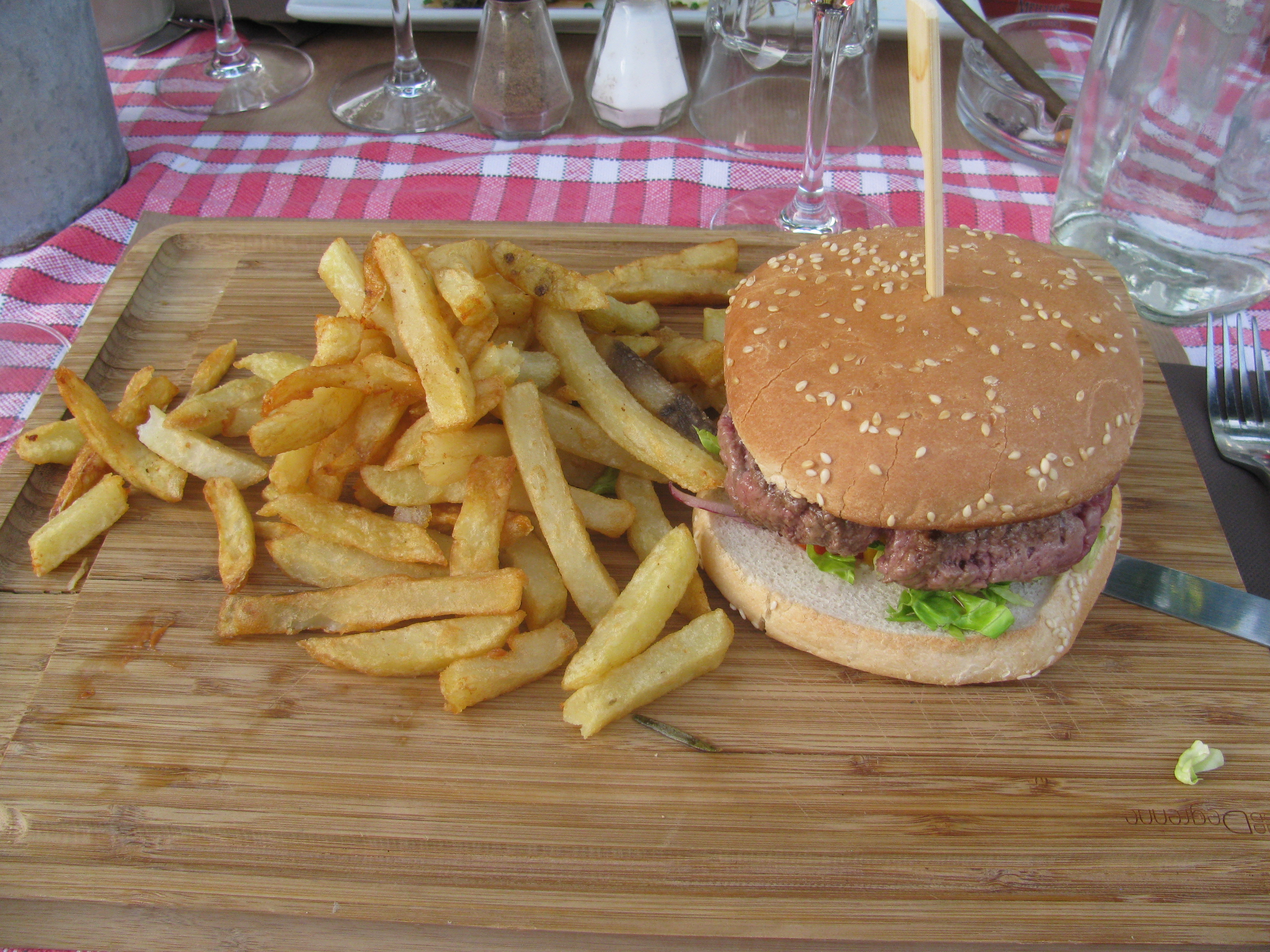
Angus burger servi en Provence.

Elle est résistante, facilement adaptable, peu exigeante et extrêmement précoce. Elle supporte les hivers humides comme la chaleur en été. Sa capacité à s'adapter à son environnement en fait une race privilégiée pour un élevage à l'herbe. En Irlande comme aux États-Unis d'Amérique, où elle est très présente, elle s'adapte naturellement au climat des prairies et des grandes plaines.
L'angus est largement utilisée en croisement pour améliorer les qualités de carcasse, pour l’aptitude laitière ou apporter le gène sans cornes. Les femelles vêlent facilement, en partie grâce à la petite taille des veaux et ont de bonnes aptitudes maternelles.
C'est une race bouchère qui produit une viande appréciée, finement persillée, avec une bonne conformation de carcasse et un excellent rendement en viande. La quantité de gras rebute cependant une partie des consommateurs actuels soucieux de leur taux de cholestérol.[réf. nécessaire]
C'est une viande tendre et juteuse, très consommée aux États-Unis, notamment dans les steak-houses.
Commercialisée par colis de 10 kilos, cette viande est proposée à environ 24 € le kg en conventionnel et 31 € en agriculture biologique[précision nécessaire].
L’éleveur bénéficie d'une des meilleures rémunérations de France pour la viande bovine avec un prix moyen de 7 €/kilo en conventionnel et 10 €/kilo en agriculture biologique.[réf. nécessaire]
Le prix au détail, en boucherie, varie de 35 à 180 € le kg, en fonction des morceaux.